# Dangchengwan
Dangchengwan (kinesiska: 党城湾) är en köping i nordvästra Kina. Den ligger i Subei autonoma härad för mongoler i staden Jiuquan i provinsen Gansu, omkring 860 kilometer nordväst om provinshuvudstaden Lanzhou. Antalet invånare är 9 792. Befolkningen består av 4 729 kvinnor och 5 063 män. Barn under 15 år utgör 16,0 %, vuxna 15-64 år 77 %, och äldre över 65 år 6,0 %.
Större delen av Dangchengwan, inklusive centralorten, ligger i den södra delen av Subei. En mindre del ligger i den norra delen av Subei, geografiskt åtskilt från den stora delen. 